# CREPS Antilles-Guyane
Le CREPS Antilles-Guyane ou Centre de ressources, d'expertise et de performance sportive des Antilles et de la Guyane est l'un des établissements publics nationaux du ministère des Sports. Il est situé aux Abymes en Guadeloupe.

## Géographie
Le CREPS Antilles-Guyane est installé aux Abymes en Grande-Terre en Guadeloupe.

## Histoire
Félix Eboué, gouverneur général de la Guadeloupe en 1936, ancien joueur de rugby, est le premier à engager la colonie dans le sport mais il manque de moyen financier. Il souhaite qu'un stade soit construit à Basse-Terre et un autre à Pointe-à-Pitre. Un site agricole est choisi dans le quartier du Raizet occupé par des terres appartenant à l'usine Darboussier. Les propriétaires du terrain en font don pour l'édification d'un stade (1937). Celui-ci porte alors le nom de stade Darboussier, et est géré par un club sportif de l'usine, l'Amicale Club Darboussier (ACD). Il s'agit alors d'un terrain de football non clôturé doté d'une tribune.
La loi du 19 mars 1946 fait de la Guadeloupe un département français. En 1948, le Trophée Caraïbe, première compétition internationale de football opposant la Guadeloupe, la Martinique et les trois Guyane (hollandaise, britannique et française), est organisée au stade Darboussier pour célébrer le centenaire de l'abolition de l'esclavage. La Guadeloupe remporte la compétition.
Alors que l'aéroport du Raizet se développe dans les années 1950, un professeur d'éducation physique guadeloupéen nommé Bruno Dulac qui est à la tête de l'équipe de football de la Guadeloupe amenée pour la première fois en France, parvient à réunir grâce à des dons suffisamment d'argent pour qu'une nouvelle tribune soit construite.
L'inspecteur général de la Jeunesse et des Sports et de l'Éducation nationale Henri Schelmmer visite du 23 février au 23 mars 1959, la Guadeloupe, la Martinique et la Guyane. Il milite alors pour le développement des équipements sportifs et la formation des cadres et, convaincu par le discours de Venant Basileu, un professeur d'éducation physique originaire de la Guadeloupe, diplômé de l'école normale supérieure d'éducation physique (ENSEPS), s'engage dans l'établissement d'un CREPS en Guadeloupe. Cependant, en raison de démêlés politiques et financiers, il faut attendre 1962 pour que les travaux d'aménagement du site en vue de la fondation du CREPS puissent commencer. Le site doit être financé par la municipalité de Pointe-à-Pitre (5 millions d’anciens francs), par la municipalité des Abymes (12 millions d'anciens francs) et par l'État (410 millions de francs). Le gros des travaux commence en août 1963. Ils sont pilotés par l'architecte Gilbert Amarias. Les infrastructures comprennent un internat, des salles de cours et un dortoir, un gymnase, une piscine, un stade d'athlétisme et deux cours de tennis.
La première rentrée compte 50 élèves sous la direction de Venant Basileu. Il dirigera l'établissement jusqu'en 1985.
L'athlétisme devient la formation prédominante du CREPS de Guadeloupe et le sera de 1965 à 1989, ce qui s'explique par les résultats de grands athlètes antillais tel Roger Bambuck. Antoine Chérubin y forme plus de 40 athlètes internationaux. En décembre 1965, Jacques Anquetil se produit au CREPS.
Jusqu'en 1983 le CREPS des Antilles forme les professeurs d’éducation physique des trois départements. En 1984, il devient Centre d'Éducation Populaire et de Sport.
En 1989, un centre permanent d'entrainement et de formation (C.P.E.F) des Antilles et de la Guyane est créé au CREPS Antilles-Guyane. La structure disparait en 1991. En 1997, des filières de haut-niveau sont structurées en pôles (France/Espoirs/outremer) et des centres d'entrainement régional sont établis.
Les structures du CREPS sont fortement endommagées lors du cyclone Hugo en 1989 mais il faut attendre 1994 pour que d'importants travaux soient lancés. Sont alors construits : un bâtiment d'hébergement, une salle de musculation, une salle d'escrime avec 4 pistes climatisées, une piscine de 8 couloirs avec hublots. La piste d'athlétisme et les deux terrains de tennis sont rénovés entièrement.
Le Conseil Interministériel de l'Outre-mer (CIOM) fait, le 6 novembre 2009, du CREPS Antilles-Guyane le « deuxième campus national d'excellence sportive » après l'INSEP. Il devient tête de réseau pour le sport de haut niveau et pour les formations aux métiers du sport et de l'animation.
Un établissement scolaire, « la cité scolaire d'excellence sportive » (collège et lycée) est fondé en septembre 2010.
En septembre 2024, une salle d'haltérophilie est inaugurée et porte le nom de Serge Nubret.

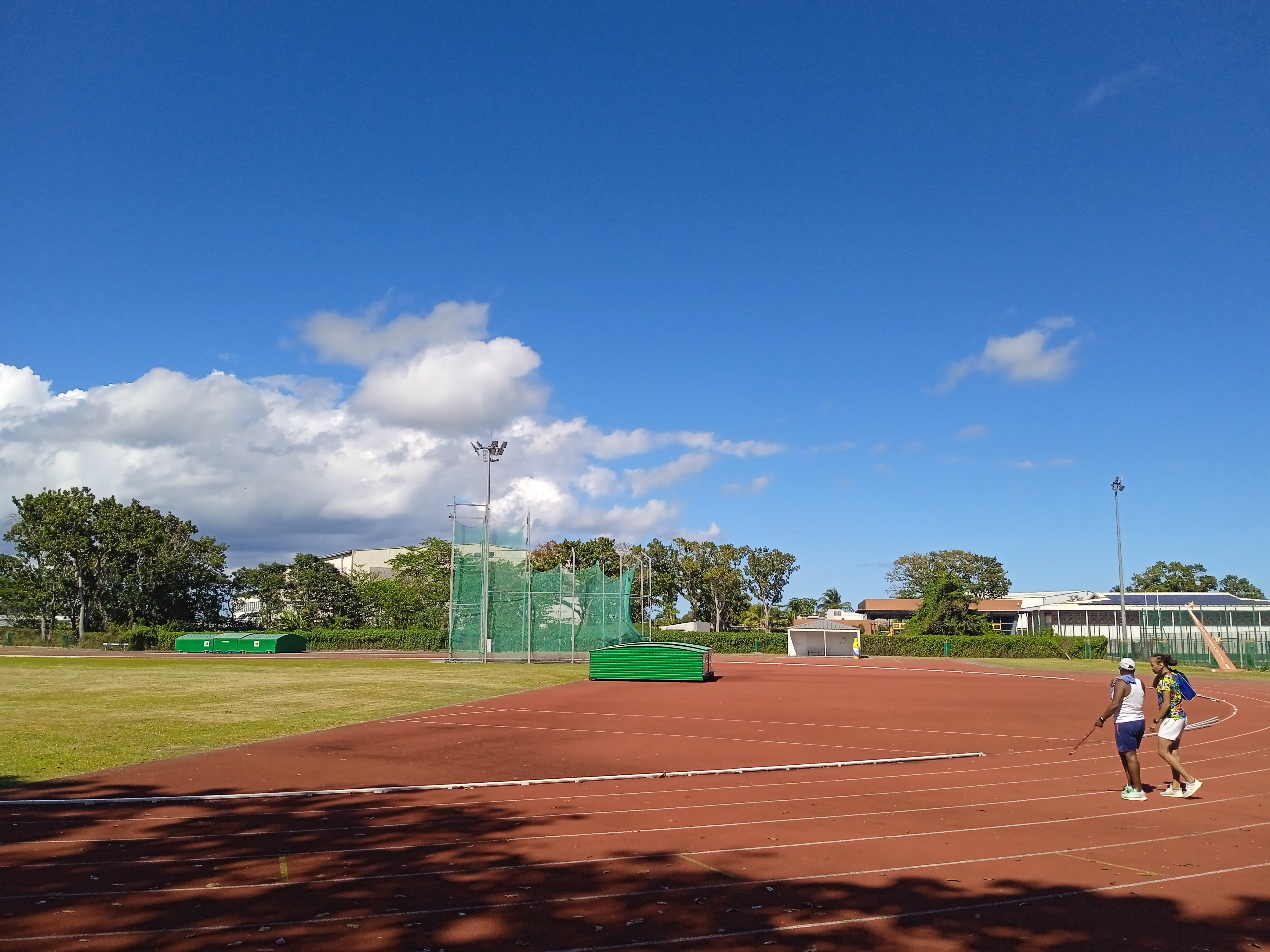
Infrastructures du CREPS Antilles-Guyane.
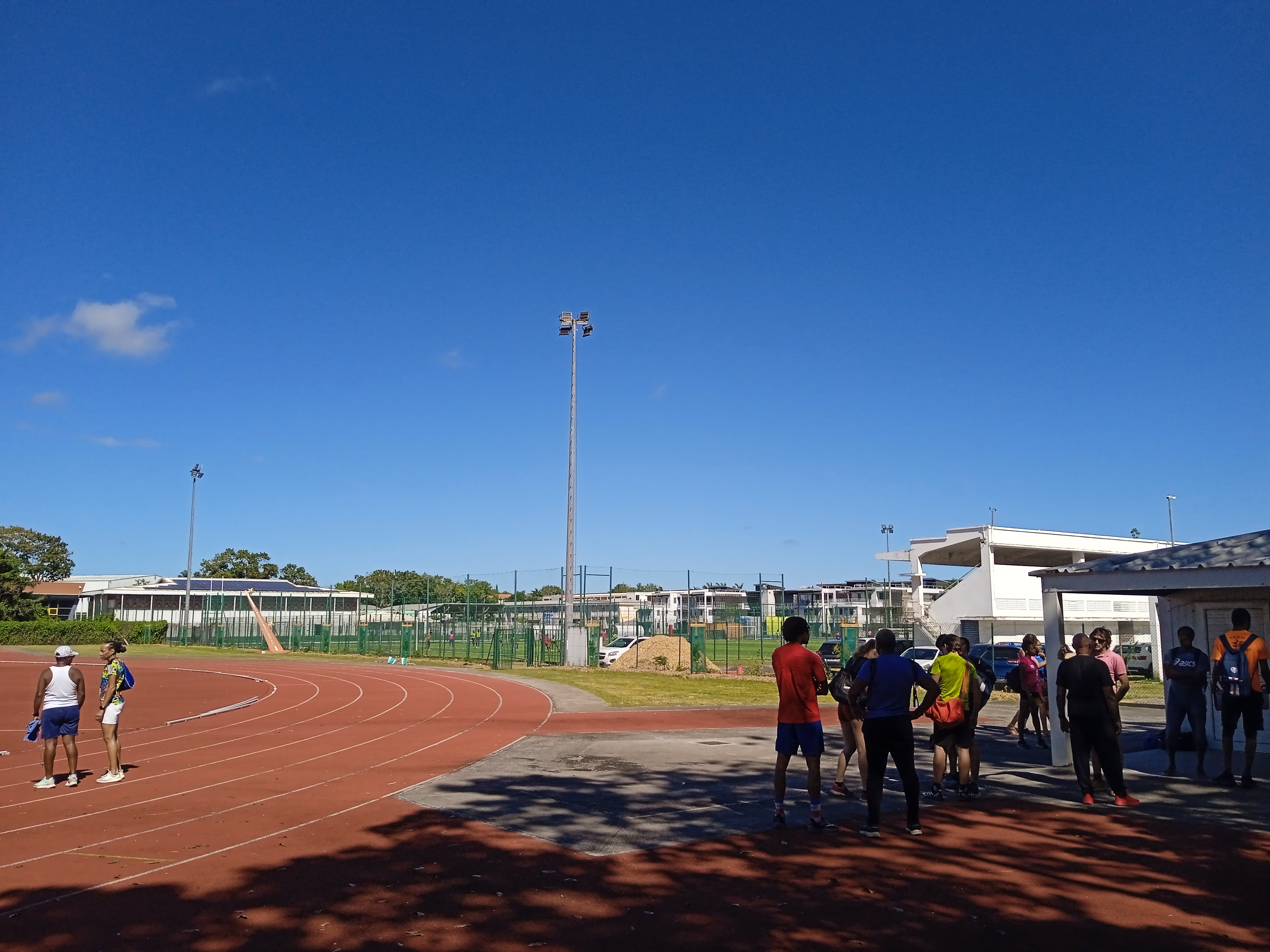
Tournoi d'athlétisme entre Guadeloupe-Martinique et Guyane en avril 2025.
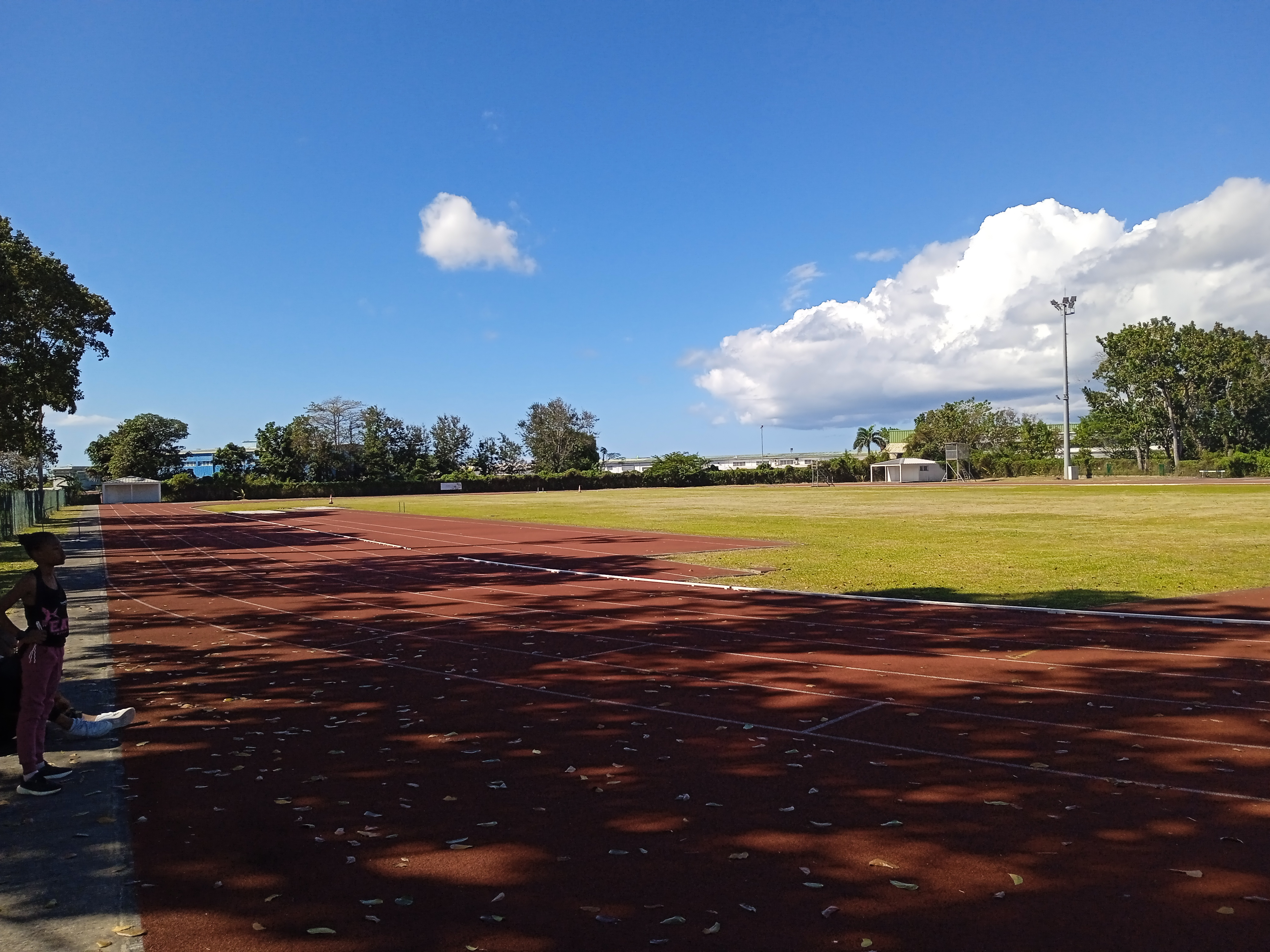
Piste d'athlétisme du CREPS Antilles-Guyane.

## Directeurs
- 1965-1985 : Venant Basileu
- 1985-1987 : Christian Foulman
- 1987-1991 : Pierre Guyot
- 1991-1994 : Alain Siblot
- 1994-2001 : Antoine Chérubin
- 2001-2005 : Bernard Grenier
- 2005-2012 : Michel Dach
- 2012-2015 : Charles Dumont
- depuis 2015 : Eddie Couriol

## Anciens pensionnaires ou sportifs liés au CREPS Antilles-Guyane
- Athlétisme : Christine Arron, Wilhem Belocian, Muriel Hurtis, Bernard Lamitié, Marie-José Pérec, Fanny Quenot
- Basket-ball : Jonathan Jeanne
- Escrime : Mathias Biabiany, Yannick Borel, Laura Flessel
- Football : Marcus Coco, Thomas Lemar, Steve Solvet
- Judo : Teddy Riner
- Karaté : Gilles Cherdieu
- Rugby à XV : Yannick Youyoutte